# День географа
День географа — профессиональный праздник специалистов, связанных с географическими науками и специальностями. Празднуется с 2020 года в Российской Федерации ежегодно 18 августа.

## История
В отличие от геологов географы длительное время не имели своего профессионального праздника. С инициативой организации такого мероприятия выступило Русское географическое общество, обратившись к Президенту России. 15 мая 2019 года Президентом России был утверждён перечень мер, направленных на популяризацию географии среди россиян, среди которых было и учреждение профессионального праздника для географов.

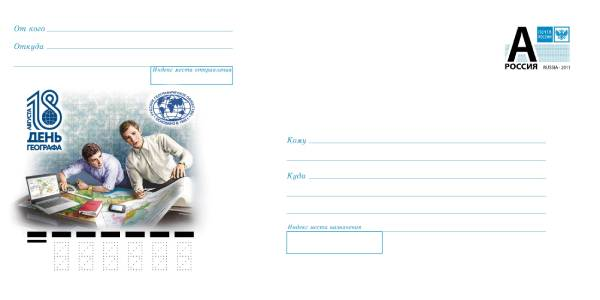
Художественный маркированный конверт «18 августа — День географа»

Указом Министерства экономического развития РФ от 3 апреля 2020 года празднование Дня географа установлено 18 августа в знак признания заслуг российских географов перед отечественной и мировой географической наукой. День географа приурочен к памятной дате: 18 августа 1845 года императором Николаем I было утверждено представление министра внутренних дел графа Л. А. Перовского о создании в Санкт-Петербурге Императорского Русского Географического общества. Таким образом, первый День географа состоялся в день 175-летнего юбилея РГО 18 августа 2020 года.

## Праздничные мероприятия
День географа отмечают представители различных общественных и научных организаций — Русского географического общества, Института географии РАН, Института географии СО РАН, Тихоокеанского института географии ДВО РАН, Арктического и Антарктического научно-исследовательского института и др., сотрудники и студенты географических факультетов высших учебных заведений, учителя географии средних школ, географы, работающие в частных организациях.
Празднование дня географа объединяет географов различной специализации: геоморфологов, ландшафтоведов, криолитологов, гляциологов, палеогеографов, гидрологов, океанологов, экологов, почвоведов, метеорологов, климатологов, биогеографов, картографов, геодезистов, ГИС-специалистов, геоинформатиков, экономико-географов, демографов, страноведов и многих других.
Силами региональных отделений РГО в разных населённых пунктах проходят мероприятия, посвящённые Дню географа: акция «Ночь географии», выставки, кинопоказы и лектории на географическую тематику.